# Lars van der Werf
Lars van der Werf (Rotterdam, 23 november 1987) is een Rotterdams dichter en schrijver. Zijn eerste bundel Versjes van Lars verscheen in 2014, zijn tweede bundel Heb lief in 2016. Zijn derde bundel Elke dag een zoen verscheen in 2017. Eind 2018 verscheen zijn eerste scheurkalender,  De dagen die ik liefheb. In januari 2019 verscheen zijn vierde bundel Vier de liefde. In april 2020 verscheen zijn vijfde bundel Komt wel goed.

## Korte biografie
Van der Werf groeide op in de Beverwaard, Rotterdam. Hij behaalde zijn havodiploma aan het Farelcollege te Ridderkerk. Hij studeerde journalistiek in Utrecht en werkte daarna enige tijd bij verschillende online media. Sedert jonge leeftijd schrijft Van der Werf al korte gedichten.
Van zijn twee eerste bundels waren in oktober 2016 al meer 20.000 exemplaren verkocht. Tevens treedt Van der Werf op met zijn kenmerkende typemachine door heel Nederland met versjes op maat, en sinds juli 2017 schreef hij meer dan 100 wekelijkse columns in dagblad Metro.

## De pers
- "Zijn versjes doen iets met je." (Vriendin)
- "Lars' gedichten toveren een glimlach op je gezicht." (De Groene Amsterdammer)
- "Van arme journalist naar favoriete dichter van hipstermeisjes.: (RTL.NL)
- ‘Hij weet iedere keer weer precies te benoemen waar jij geen woorden voor hebt.’ (Wendy)

## Bundels
- Rick en Roos (illustraties Loes van Delft 2013, Maestro kinderboeken)
- Versjes van Lars (2014, J.M. Meulenhoff)
- Heb lief (2016, J.M. Meulenhoff)
- Heb je vrienden lief (2016 J.M. Meulenhoff)
- Elke dag een zoen (2017, J.M. Meulenhoff)
- De dagen die ik liefheb (2018 J.M. Meulenhoff)
- Vier de liefde (2019 J.M. Meulenhoff)
- Komt wel goed (2020 J.M. Meulenhoff)
- Misschien zelfs al morgen (2021 J.M Meulenhoff)
- Later lachen we er om (2024 J.M. Meulenhoff)

- Gemeinsame Normdatei: 1097787877
- International Standard Name Identifier: 0000 0004 9662 7181
- Nederlandse Thesaurus van Auteursnamen: 363099476
- Virtual International Authority File: 167146151946605210923